# 正壓呼吸器
正壓呼吸器、陽壓呼吸器（Positive airway pressure；簡稱：PAP）是用於治療睡眠呼吸中止症的機械呼吸器中的一種模式。PAP呼吸器也常用於救治醫院中呼吸衰竭的重症病患和、新生儿（嬰兒），以及预防和治疗帶有深呼吸困难的肺膨脹不全病患，PAP呼吸器可以避免需要氣管插管；或讓患者們早日拔管。有時候神經肌肉疾病患者也會以此類的呼吸器進行治療。PAP範疇中的持續性正壓呼吸器（CPAP）是由Dr. George Gregory及他的同事於加州大學附設醫院中的新生兒加護病房中發明的。還有一種PAP的衍生品是由 Colin Sullivan於1981年在澳洲雪梨的 Royal Prince Alfred 醫院研發完成。
雙相呼吸道正壓換氣輔助機（簡稱BiPAP呼吸器）和CPAP的主要区别是，BiPAP呼吸机有两个压力设置：吸入时的處方压力（ipap），和呼出时的较低压力（epap）。双重设置使病人能够从肺部吸入和排出更多的空气。

## 臨床用途

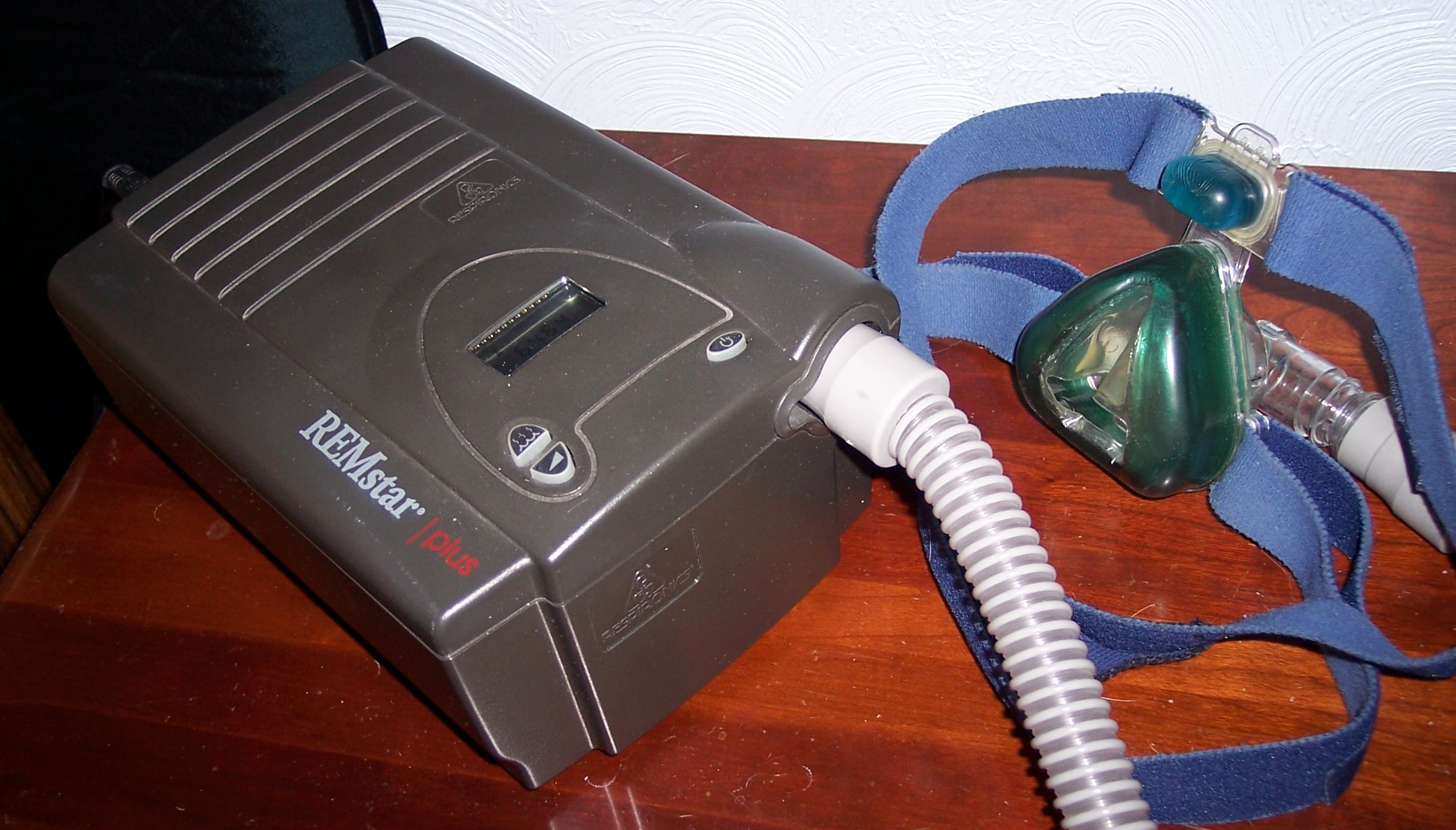
A typical CPAP machine houses the air pump in a case lined with sound-absorbing material for quieter operation. A hose carries the pressurized air to a face mask or nasal pillow.

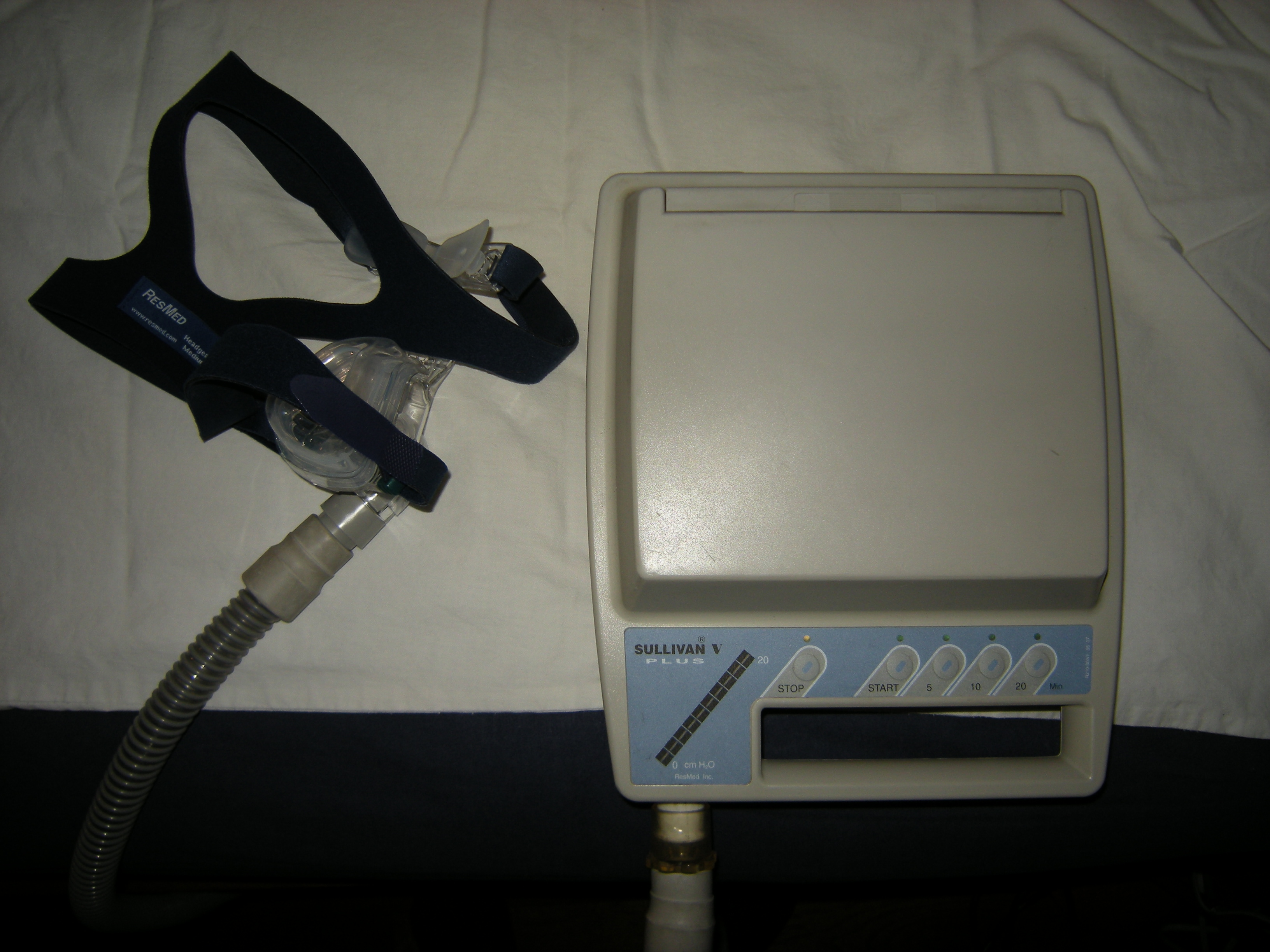
The Sullivan V Plus, a typical mid-1990s CPAP (the mask is more modern).

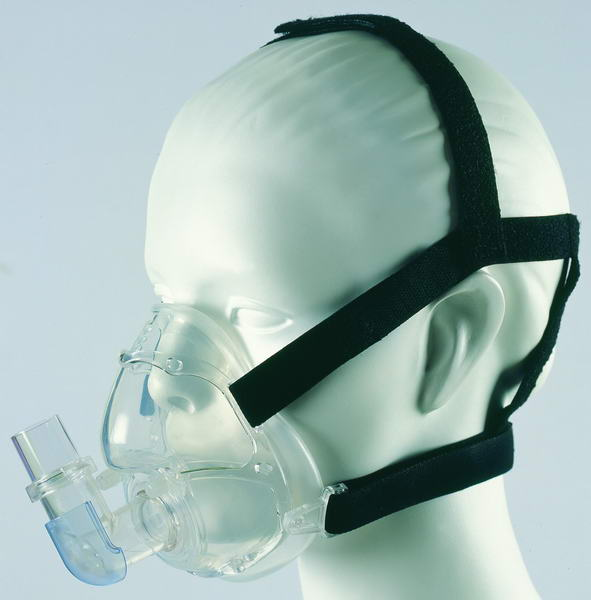
A typical full face CPAP mask.

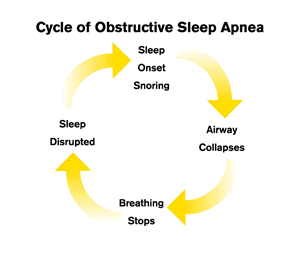
CPAP therapy breaks the cycle of OSA

陽壓呼吸器的主要適應症為心臟衰竭和慢性阻塞性肺病。有些證據顯示陽壓呼吸器的使用有助於改善缺氧和社區感染性肺炎。正壓呼吸器不僅用於罹患急性第一型或第二型呼吸衰竭的患者身上，也用於氧氣罩無法再提供患者需要的氧氣量時 （參見：二氧化碳滯留）。通常使用正壓呼吸器的人會被留置於加護病房、進階照護病房、心肺功能照護室、或呼吸專科照護區。醫院中最常使用正壓呼吸器的時機在於治療心臟衰竭和急性惡化的呼吸道阻塞症狀，比如：急性惡化的慢性阻塞性肺病 和 哮喘。PAP並不適用於呼吸道已經損毀或意識不清者。CPAP也用於在新生兒加護病房協助有呼吸困難的早產兒，此外，CPAP的面罩及輸氣管必須完美密封起來、被小心呵護、與皮膚貼合，以防受損 而/或 漏氣。

## 來源
1. ↑  Gregory GA,; Kitterman JA; Phibbs RH; Tooley WH; Hamilton WK. . The New England Journal of Medicine. Jun 17, 1971, 284 (24): 1333–40. ISSN 0028-4793. LCCN 20020456. OCLC 231027780. PMID 4930602. doi:10.1056/NEJM197106172842401.
2. ↑  .   [September 1, 2010]. （原始内容存档于2013-12-25）.
3. ↑  Cosentini R, Brambilla AM, Aliberti S,  et al. . Chest. July 2010, 138 (1): 114–20. PMID 20154071. doi:10.1378/chest.09-2290.